# 英国階級調査
英国階級調査（えいこくかいきゅうちょうさ、英: Great British Class Survey, 略称：GBCS）とは、2011年に行われたイギリスの社会階級に関する調査である。

## 解説
この調査は、マンチェスター大学、ロンドン・スクール・オブ・エコノミクス、ヨーク大学の学者との共同で開発されたものである。この研究は、学術雑誌『ソシオロジー』に掲載されている。この調査結果はまた、マイク・サヴェッジ、ニール・カニンガム、フィオナ・ディヴァイン、サム・フリードマン、ダニエル・ローリソン、リサ・マッケンジー、アンドリュー・マイルズ、ヘレン・スニー、ポール・ウェークリングによる著書『7つの階級: 英国階級調査報告』でも説明されている。発表された結果は、32万5000人の成人を対象とした調査に基づいており、そのうち16万人はイギリス（大部分はイングランド）の住民で、自分自身を「白人」と表現している。多次元的構成概念としての階級は、報告された経済資本、文化資本、社会関係資本の量と種類に基づいて定義され、測定された。経済資本は収入と資産と定義され、文化資本は文化的興味と活動の量と種類、社会関係資本は友情、家族、個人的および業務上の人脈の量と社会的地位と定義された。この理論的枠組みは、1979年に社会的差異の理論を初めて発表したピエール・ブルデューによって開発されたものである。

## 調査
文化資本を測定するために、文化資本と社会的排除の調査で使用されたのと同様の方法で、余暇活動と興味、音楽の嗜好、メディアの消費方法、食べ物の嗜好について質問が行われた。2つの文化的スコアが開発された。1つは「高尚な文化」、つまりクラシック音楽、歴史的建造物、博物館、美術館、ジャズ、演劇、フランス料理などへの興味を示す嗜好であり、もう1つは「新興の文化」、つまりビデオゲーム、ソーシャルネットワーキング、スポーツ、友人との交流、ジムでの運動、ラップやロックのコンサートなどへの理解と参加を示すものである。社会関係資本は、2001年にアメリカの社会学者ナン・リンが考案したポジション・ジェネレーターを用いて測定された。これは、社会的つながりの範囲を測定するものである。人々に、数十種類の職業の中で知り合いがいるかどうかを尋ねた。社会関係資本のスコアは、ケンブリッジ社会的相互作用と階層化（CAMSIS）尺度での知り合いの地位スコアの平均値を用いて算出された。経済資本は、世帯収入、貯蓄の額と種類、不動産の所有について尋ねることで決定された。世帯の構成、教育の量と種類、社会移動、政治的態度についての質問も含まれていた。
この調査は、2011年1月から2011年7月までの間、BBCラボUKのウェブサイト訪問者に提供されたが、16万件の回答を精査したところ、ウェブ調査では教育水準の高い社会集団に偏っていることが明らかになった。これらの結果に使用された用語は、「典型的なBBCニュースの視聴者」というものであった。この問題に対処するため、BBCは、同一の質問を使用して、全国的に代表的な対面調査を別途実施することに同意した。この調査は、有名な調査会社GfKが2011年4月に割当抽出法を用いて1026人の回答者を対象に実施した。同社のフィールド部門との検証により、その人口統計学的属性が全国的に代表的なものであることが示された。

## 結果
この調査の分析により、7つの階級が明らかになった。富裕な「エリート」、専門職や管理職で構成される裕福な給与所得者である「中流階級」、技術系専門家の階級、「新富裕層」労働者の階級、そして階級構造の下位層には、高齢化した伝統的労働者階級に加えて、資本のレベルが非常に低く、長期的に不安定な経済状況にある「プレカリアート」と、新興のサービス労働者の集団があるというものである。社会構造の中間層が、世代、経済、文化、社会的特徴によって区別される派閥に分裂していることは、この研究の著者らによって注目に値するとみなされた。

### エリート
エリート階級に属する人々は、イギリス社会の上位6％を占め、非常に高い経済資本（特に貯蓄）、高い社会関係資本、そして非常に高尚な文化資本を持っている。最高経営責任者、情報技術・通信部長、マーケティング・営業部長、機能別管理者・部長、裁判官、弁護士（法廷弁護士とソリシター）、会計士、最高財務責任者、医師、歯科医師、薬剤師、教授、広告・パブリック・リレーションズ部長などの職業が強く代表されていた。また、多くの人が信託基金や相続を通じて経済的資本を得ていた。
2011年のエリート世帯の平均世帯収入は8万9000ポンド、平均住宅価格は32万5000ポンド以上であった。少数民族はほとんどおらず、多くは大卒者であり、その半数以上がエリート階級の家庭の出身者である。 オックスフォード大学、ケンブリッジ大学、キングス・カレッジ・ロンドン、ユニヴァーシティ・カレッジ・ロンドン、ロンドン・スクール・オブ・エコノミクス、ダラム大学、エディンバラ大学、ブリストル大学、インペリアル・カレッジ・ロンドン、ロンドン大学シティ校などのエリート大学の卒業生が過剰に代表されている。調査ではまた、通常はエリート大学とは考えられていないロンドン・サウス・バンク大学の卒業生が、その立地条件から過剰に代表されていることも示された。ダブリン・トリニティ・カレッジ、エディンバラ大学、セント・アンドリュース大学、ダラム大学は、イングランド南部以外に立地する唯一の大学である。エリート世帯は主にロンドンとホーム・カウンティに集中している。

### 確立した中流階級
イギリス社会の約25％を占める確立した中流階級の人々は、高い経済資本、平均的な社会的人脈の高い地位、そして高尚かつ新興の高い文化資本を報告した。電気技師、作業療法士、助産師、環境専門家、警察官、品質保証・規制専門家、都市計画担当者、特別支援教育専門家などの職業が多く見られた。
2011年現在、確立した中流階級の平均世帯年収は4万7000ポンド、平均177,000ポンドの住宅を所有し、平均貯蓄額は2万6000ポンドであった。多くは大卒者で、そのメンバーの大多数は専門職や管理職に就いている。多くは専門職や管理職の家庭出身である。少数民族もいる。彼らは幅広い職業に従事しているが、その多くは公務員の専門職や管理職に就いている。彼らはイギリス全土に住んでおり、その多くは大都市や都市圏以外に住んでいる。彼らは「余裕があり、安定した、確立された」と言えるだろう。

### 技術系中流階級
イギリス社会の約6％を占める技術系中流階級は、高い経済資本を示すが、比較的少ない人脈しか報告されておらず、中程度の文化資本を持っている。医療放射線技師、航空機パイロット、自然科学・社会科学の専門家、物理学者、教育機関の上級専門家、ビジネス、研究、管理職などの職業が代表的である。
技術系中流階級は比較的裕福で、平均世帯年収は3万8000ポンド、平均貯蓄額は6万6000ポンド、平均住宅価格は16万3000ポンドである。このクラスのメンバーは、どの階級よりも社会的人脈が少ないと報告しているが、その人脈は高い地位にあり、おそらくほとんどが他の専門家であろう。高尚文化と新興文化の両方に比較的関心が低い。女性がこのクラスの約59％を占めている。技術系中流階級の多くは、研究や科学・技術の仕事に従事している。卒業生の一部は、バーミンガム大学、ウォーリック大学、ケンブリッジ大学、ユニヴァーシティ・カレッジ・ロンドン、サウサンプトン大学、インペリアル・カレッジ・ロンドンなど、科学技術の分野で定評のある由緒ある大学の出身者である。技術系中流階級の多くは、科学技術の仕事が多いサウス・イースト・イングランドに住んでいる。都市部に住んでいる場合は、郊外に住んでいる。彼らの多くは中流階級の出身だが、芸術や人文科学への社会的・文化的関与は少ない。

### 新富裕労働者
イギリス社会の約15％を占める新富裕労働者は、適度に良好な経済資本を示すが、社会的人脈の地位は比較的低く、ばらつきが大きい。高尚な文化資本は中程度だが、新興の文化資本は高い。職業には、電気工事士や電気機器の取り付け工、郵便局員、小売店のレジ係やチェックアウト係、配管工や暖房・換気設備技師、販売・小売店員、住宅担当者、調理・ケータリングアシスタント、品質保証技術者などが含まれる。
新富裕労働者は、「新興」の文化資本では高得点だが、高尚な文化資本では低得点である。確立された文化資本の形態は敬遠されているようだ。平均世帯年収は中程度で、平均貯蓄額は少なく、2011年時点の平均住宅価格は12万9000ポンドである。非常に裕福とまではいかないが、経済的には安定している。メンバーの社会的人脈は多いが、地位スコアは中程度の傾向がある。全体的に、このクラスは3つの資本全てにおいて適度に良好なスコアを示しており、特に新興文化資本に対する嗜好が見られる。社会的・文化的に活発で、比較的裕福である。彼らは中流階級以外の家庭出身であることが多く、大学に進学した者は少ない。57％が男性である。大卒者の場合、リバプール・ホープ大学、ボルトン大学、ウェスト・イングランド大学などの大学に通っていた。多くは民間企業のホワイトカラーやブルーカラーの若者で、顧客と接する職業に就いている。イギリス全土に住んでおり、多くは古い製造業の中心地に住んでいる

### 伝統的労働者階級
イギリス社会の約14％を占める伝統的労働者階級は、経済資本は比較的乏しいが、いくらかの住宅資産を持ち、社会的人脈は少なく、高尚文化資本と新興文化資本は低い。典型的な職業には、電気・電子機器技術者、介護士、清掃員、バン運転手、電気工事士、在宅・デイ・訪問介護などがある。
伝統的労働者階級の平均世帯年収はわずか1万3000ポンドである。しかし、多くの人が自宅を所有しており、2011年の平均価値は12万7000ポンドだが、貯蓄は控えめである。社会的人脈は少なく、人脈の地位は中程度である。高尚文化資本のスコアは中程度だが、新興文化資本のスコアは特に低い。伝統的労働者階級は、あらゆる資本の指標でスコアが低い。大卒者は少なく、トラック運転手、清掃員、電気工事士、単純なホワイトカラー職など、伝統的な労働者階級の職業に就いている人が多い。女性が多い。高等教育を目指す人は、オープン大学のような成人学生やパートタイム学生を対象とした機関を目指す傾向がある。多くはイングランドのサウス・イースト地方以外の古い工業地帯や、スコットランド、ウェールズ、北アイルランドに住んでいる。彼らはしばしば古い世代や過去の歴史的時代を代表している。

### 新興サービス分野
イギリス社会の約19％を占める新興サービス分野は、経済資本は比較的乏しいが、世帯収入は適度で、社会的人脈は中程度、新興文化資本は高いが（高尚文化資本は低い）。典型的な職業には、バーのスタッフ、シェフ、看護助手、組立工・日常的作業員、介護士、初歩的な倉庫作業、顧客サービス職、ミュージシャンなどがある。
2011年時点の新興サービス分野の平均世帯年収は2万1000ポンドである。貯蓄は少なく、賃貸である可能性が高い。かなりの数の社会的人脈を持っており、その人脈は中程度の社会的地位を持っている傾向がある。新興文化資本は、他のどの階級よりもこの階級で高く、若者の音楽、スポーツ、インターネット活動への高い文化的関与を示しているが、高尚文化資本は低い。経済資本の面では周辺的であるが、社会関係資本と文化資本は高い。新興サービス分野の労働者は平均年齢34歳と比較的若い。多くは少数民族である。大卒者や中流階級の家庭出身者は少ないが、新興文化資本に関与している。典型的な職業は、バーテンダー、シェフ、顧客サービス職、コールセンターの従業員などである。彼らは低賃金のサービス部門の様々な職に就いている。大卒者もいるが、その中にはゴールドスミス、ヨーク大学、バークベック、SOASなどの大学で芸術や人文科学の仕事に従事した人もいる。多くはロンドンの中心部や、アベリストウィスやヨークなどの大学町の安価な都市部の地域に住んでいる。

### プレカリアート
イギリス社会の約15％を占めるプレカリアートは、経済資本が乏しく、他のすべての基準で最低のスコアを示している。典型的な職業には、清掃員、バン運転手、介護士、大工、建具工、管理人、レジャー・旅行サービス職、小売店主、小売店のレジ係などがある。プレカリアートは最も貧しい階級で、平均世帯年収は8000ポンド、貯蓄はほとんどなく、通常は賃貸である。社会的人脈は少なく、地位が低い。高尚文化資本と新興文化資本への関心は低い。多くは古い工業地帯に住んでいるが、大都市からは離れている。ストーク＝オン＝トレントが典型的な場所である。大学に通った人はほとんどいない。
プレカリアートは、イギリスの経済学者ガイ・スタンディングが、シンクタンクポリシー・ネットワークのために行った研究と、その後の著書『プレカリアート：新たな危険な階級』の中で、新たに登場しつつある社会階級として分析した用語である。また、あらゆる資本の指標において高度な不安定性によって特徴づけられる重要な集団の存在を反映したものでもある。